# Europese PGA Tour 2007
Dit is de agenda van de Europese PGA Tour uit 2007.
De agenda van de Europese PGA Tour loopt tegenwoordig van november tot en met oktober. Het seizoen wordt al jaren afgerond met de Volvo Masters op de Valderramabaan van Sotogrande. Hieraan mogen alleen de 60 topspelers van de Order of Merit deelnemen.
Het eerste toernooi binnen Europa wordt al sinds de jaren 90 op Madeira gespeeld, dan volgen enkele wedstrijden in Zuid-Europa. Pas in mei en juni komen landen als Engeland, Ierland, Duitsland en Frankrijk aan de beurt, en in de zomer gaan de spelers naar de meer noordelijke landen zoals Schotland, Nederland en Zweden.
Op de agenda staan ook de vier Majors: het Britse Open, het Amerikaanse Open, de Masters en het US PGA Kampioenschap.

## Schema
| Van   | Tot   | Naam                                   | Locatie                                     | Winnaar                   |
| 2006  | 2006  | 2006                                   | 2006                                        | 2006                      |
| ----- | ----- | -------------------------------------- | ------------------------------------------- | ------------------------- |
| 09-11 | 12-11 | HSBC Champions                         | Sheshan International GC, Shanghai, China   | Yong-eun Yang             |
| 16-11 | 19-11 | UBS Hong Kong Open                     | Hong Kong Golf Club                         | José Manuel Lara          |
| 23-11 | 26-11 | MasterCard Masters                     | Huntington Golf Club, Melbourne             | Justin Rose               |
| 30-11 | 3-12  | Blue Chip New Zealand Open             | Gulf Harbour GC, Auckland                   | Nathan Green              |
| 07-12 | 10-12 | Alfred Dunhill Kampioenschap           | Leopard Creek, Zuid-Afrika                  | Alvaro Quiros             |
| 14-12 | 17-12 | Zuid-Afrikaans Open                    | Humewood GC, Port Elizabeth                 | Ernie Els                 |
| 2007  |       |                                        |                                             |                           |
| 11-01 | 14-01 | Joburg Open                            | Royal Johannesburg and Kensington Golf Club | Ariel Cañete              |
| 18-01 | 21-01 | Abu Dhabi Golfkampioenschap            | Abu Dhabi Golf Club                         | Paul Casey                |
| 25-01 | 28-01 | Qatar Masters                          | Doha Golf Club                              | Retief Goosen             |
| 01-02 | 04-02 | Dubai Desert Classic                   | Emirates Golf Club                          | Henrik Stenson            |
| 08-02 | 11-02 | Maybank Malaysian Open                 | Suajana Golf Club                           | Peter Hedblom             |
| 15-02 | 18-02 | Enjoy Jakarta Indonesian Open          | Damai Indah Golf Club, Jakarta              | Mikko Ilonen              |
| 21-02 | 25-02 | WGC - Accenture Matchplaykampioenschap | Tucson, Arizona                             | Henrik Stenson            |
| 01-03 | 04-03 | Johnnie Walker Classic                 | Thailand                                    | Anton Haig                |
| 15-03 | 18-03 | TCL Classic                            | Yalong Bay Golf Club, China                 | Chapchai Nirat            |
| 22-03 | 25-03 | WGC - CA Championship                  | Florida                                     | Tiger Woods               |
| 22-03 | 25-03 | Madeira Island Open                    | Santo da Serra, Madeira, Spanje             | Daniel Vancsik            |
| 29-03 | 01-04 | Portugees Open                         | Quinta da Marinha, Portugal                 | Pablo Martín              |
| 05-04 | 08-04 | De Masters                             | Augusta National Golf Club                  | Zach Johnson              |
| 12-04 | 15-04 | Volvo China Open                       | Shanghai                                    | Markus Brier              |
| 18-04 | 21-04 | BMW Asian Open                         | Tomson Shanghai Pudong Golf Club            | Raphaël Jacquelin         |
| 26-04 | 29-04 | Open de España                         | San Roque                                   | Charl Schwartzel          |
| 03-05 | 06-05 | Italiaans Open                         | Castello di Tolcinasco, Milaan              | Gonzalo Fernández-Castaño |
| 10-05 | 13-05 | Open de Andalucia                      | Aloha Golf Club                             | Lee Westwood              |
| 17-05 | 20-05 | Iers Open                              | Adare Manor Hotel & Golf Resort             | Pádraig Harrington        |
| 24-05 | 27-05 | BMW Championship                       | The Wentworth Club                          | Anders Hansen             |
| 31-05 | 03-06 | Wales Open                             | Celtic Manor Resort                         | Richard Sterne            |
| 08-06 | 11-06 | Oostenrijks Open                       | Fontana Golf Club                           | Richard Green             |
| 14-06 | 17-06 | Saint-Omer Open                        | Aa Saint-Omer Golf Club                     | Carl Suneson              |
| 14-06 | 17-06 | US Open                                | Oakmont Golf Club                           | Ángel Cabrera             |
| 21-06 | 24-06 | BMW International Open                 | Golfclub München Eichenried                 | Niclas Fasth              |
| 28-06 | 01-07 | Open de France Alstom                  | Le Golf National, Parijs                    | Graeme Storm              |
| 05-07 | 08-07 | European Open                          | The K Club, Ierland                         | Colin Montgomerie         |
| 12-07 | 15-07 | Barclays Schots Open                   | Loch Lomond Golf Club                       | Grégory Havret            |
| 19-07 | 22-07 | The Open Championship                  | Royal Liverpool Golf Club                   | Pádraig Harrington        |
| 26-07 | 29-07 | TPC of Europe                          | Gut Kaden, Duitsland                        | Andrés Romero             |
| 02-08 | 05-08 | WGC - Bridgestone Invitational         | Firestone Golf Club                         | Tiger Woods               |
| 02-08 | 05-08 | Russisch Open                          | Le Meridien Moscou Golf Club                | Per-Ulrik Johansson       |
| 09-08 | 12-08 | PGA Championship                       | Southern Hills Golf Club, Oklahoma          | Tiger Woods               |
| 16-08 | 19-08 | Scandinavian Masters                   | Arlandastad Golf Club                       | Mikko Ilonen              |
| 23-08 | 26-08 | KLM Open                               | Kennemer Golf & Country Club                | Ross Fisher               |
| 30-08 | 02-09 | Johnnie Walker Championship            | Gleneagles, King's Course                   | Marc Warren               |
| 06-09 | 09-09 | Omega European Masters                 | Golf Club Crans-sur-Sierre                  | Brett Rumford             |
| 13-09 | 16-09 | Mercedes-Benz Championship             | Golf Club Lärchenhof                        | Søren Hansen              |
| 20-09 | 23-09 | Quinn Direct British Masters           | The Belfry Golf Club                        | Lee Westwood              |
| 27-09 | 01-10 | Seve Trophy                            | Ierland                                     | &                         |
| 04-10 | 07-10 | Alfred Dunhill Links Championship      | St Andrews                                  | Nick Dougherty            |
| 11-10 | 14-10 | HSBC World Matchplay Championship      | The Wentworth Club                          | Ernie Els                 |
| 11-10 | 14-10 | Open de Madrid                         | Madrid                                      | Mads Vibe-Hastrup         |
| 18-10 | 21-10 | Portugal Masters                       | Oceânico Golf                               | Steve Webster             |
| 25-10 | 28-10 | Mallorca Classic                       | Pula Golf Club                              | Grégory Bourdy            |
| 26-10 | 29-10 | Volvo Masters                          | Golf Club de Valderrama, Sotogrande         | Justin Rose               |
| 07-12 | 10-12 | World Cup of Golf                      | Mission Hills Golf Club                     | Schotland                 |

1972 ·
1973 ·
1974 ·
1975 ·
1976 ·
1977 ·
1978 ·
1979 ·
1980 ·
1981 ·
1982 ·
1983 ·
1984 ·
1985 ·
1986 ·
1987 ·
1988 ·
1989 ·
1990 ·
1991 ·
1992 ·
1993 ·
1994 ·
1995 ·
1996 ·
1997 ·
1998 ·
1999 ·
2000 ·
2001 ·
2002 ·
2003 ·
2004 ·
2005 ·
2006 ·
2007 ·
2008 ·
2009 ·
2010 ·
2011 ·
2012 ·
2013 ·
2014 ·
2015 ·
2016